# 守谷慧
守谷 慧（もりや けい、1986年〈昭和61年〉3月24日 - ）は、NPO法人「国境なき子どもたち」理事。日本郵船社員。妻は高円宮家出身の守谷絢子（高円宮憲仁親王第3女子）。

## 略歴
東京都出身。父親は通産官僚の守谷治。母は国境なき子どもたち専務理事の守谷季美枝。
1989年（平成元年）から1992年（平成4年）まで一家はフランス・パリ16区の西隣にあるブローニュ＝ビヤンクール在住。その間1989年から1992年7月までパリの幼稚園に通園し卒園。帰国後、東京の港区立白金小学校を経て、高輪中学校・高校在学中にスイスのインターナショナルスクールに短期留学。同校卒業後、慶應義塾大学文学部入学。オックスフォード大学短期留学。2005年（平成17年）3月から国境なき子どもたちの会員から後に理事就任。2009年（平成21年）に慶大卒業後、祖父守谷兼義が常務取締役を務めた日本郵船に就職。

## 人物
母である国境なき子どもたち専務理事の守谷季美枝と、絢子の母憲仁親王妃久子は「国境なき子どもたち」の関連事業において親しくなって以来、深い信頼関係による結びつきを築いたとされている。関連行事を毎年訪れていた久子妃は、2017年（平成29年）11月、「国境なき子どもたち」の設立20周年の祝賀会で慧と再会、彼に絢子女王を紹介した。
スポーツマンであり、トライアスロンやマラソン大会への参加、スキー、読書も趣味である。

## 親族
父・治
日本の元通産省官僚。日伯エタノール株式会社代表取締役社長、日本アルコール販売株式会社常務執行役員。
母・季美枝
国境なき医師団理事、国境なき子どもたち（KnK）として別団体となった際の創設メンバー。国境なき子どもたち副会長・専務理事。
祖父・兼義
日本郵船常務取締役・元日本郵船ロンドン支店長、ロンドン日本人学校理事長、国際的船主団体機構国際海運会議所副会長。
親族・近藤達也
医師・元国立国際医療研究センター病院長。納采の儀で使者を務めた。